# Квизлет
Квизлет је мобилна и веб апликација за учење која дозвољава ученицима да уче помоћу алата за учење и игрица. Његови произвођачи тврде да квизлет користи две трећине средњошколаца и половина студената у САД-у. Направио га је Ендру Садерленд (енгл. Andrew Sutherland) у октобру 2005. године, а доступан је јавности од 17. јануара 2007. године. Квизлет подучава ученике уз помоћ картица, разних игрица и тестова. Од 6. фебруара 2019. године Квизлет има преко 300 милиона сетова картица, које су направили његови корисници, и више од 50 милиона активних корисника. Тренутно се налази међу педесет најпопуларнијих сајтова у Сједињеним америчким државама. SimilarWeb је 2016. године прогласио Квизлет за едукативни сајт са највећим порастом коришћења у 2015. години. 

## Историјат
Идеја за Квизлет Садереленду је дошла током учења за тест из француског језика. Није могао да научи речи потребне за тест, па је одлучио да напише програм који би му помогао да запамти речи, који би пратио његов напредак и бележио резултате. Програм се показао као успешан те Садерланд је одлучио да подели програм са својим колегама из разреда. Прве линије кода биле су обрисане и затим поново написане у року од 420 дана. У јануару 2007. године Квизлет је пуштен у јавност. У том тренутку је Квизлет бесплатан и доступан свим корисницима, профит је оствариовао помоћу реклама.
До 2011. Квизлет је делио раднике и финансије са веб сајтом Колекторс Викли (енгл. Collectors Weekly). У 2015. години Квизлет је уз помоћ других компанија као што су: Union Square Ventures, Costanoa Venture Capital, Altos Ventures, Owl Ventures, успео да прикупи 12 милиона долара, да би проширио своје алате за дигитално учење и да би обезбедио интернационални раст.
У 2011. години додата је могућност слушања садржаја, односно текстуални запис се пребацивао у аудио запис. У августу 2012. Квизлет је објавио апликацију за ајфон и ајпед, а кратко након тога и апликацију за андроид уређаје.
Од 29. априла 2015. Квизлет почиње да користи HTTPS протокол на свом сајту. Овим је апликација постала сигурна за коришћење у школама.
У августу 2016. године извршен је редизајн интерфејса, логoа и почетне стране. Такође је усавршен интерфејс за IOS и андроид апликације.
Од 29. августа 2017. уведена је нова функција за прављење дијаграма како би се ученицима олакшало учење области као што су географија, анатомија, архитектура, учење језика.
Почетком фебруара 2018. Квизлет је објавио да је прикупио додатних 20 милиона долара у другој серији финансирања, такозваној  Б серији. Ово финансирање водила је фирма Icon Ventures.
Крајем октобра 2018. године Квизлет је најавио отварање своје друге канцеларије у Денверу.
Од 11. фебруара 2020. године ноћни режим је доступан свим корисницима Квизлета. Пре овога овај режим за рад био је доступан само корисницима са претплатом.

## Режими и игре за учење
Као алат за тренирање меморије Квизлет у склопу апликације дозвољава својим регистрованим корисницима да креирају скупове појмова и дефиниција прилагођене њиховим потребама. Дате скупове појмова можемо изучавати у неколико начина за учење, такозваним модовима( режимима, начинима).
Флеш картице
Овај начин учења сличан је папирним картицама. Корисницима се показују картице, на којима је написан по један појам. Картице могу да се окрећу кликом на њих или уз помоћ стрелица или спејса на тастатури. Корисник може да подеси да лице карте буде слика, реч или оба у исто време. 
Гравитација
У овом начину рада дефиниције се померају вертикално надоле низ екран у облику астероида. Корисник мора уписати израз или појам који иде уз дефиницију пре него што астероид стигне до дна екрана. Овај начин рада припада групи начина за учење кроз игру. Овај начин учења остао је од претходне верзије игрице, када се звао Свемирска трка. Корисник може да изабере ниво тежине и тип игре.
Писање
У овом начину учења корисницима се приказују појмови или дефиниције и корисник мора да напише одговарајућу дефиницију или појам која иде уз њих. Након што унесу свој одговор корисници могу да виде да ли је он тачан или не. Такође корисници могу да искључе аутоматско оцењивање и да се по потреби урачуна њихов одговор. Овај начин учења се пре звао Научи.
Дугорочно учење
У овом начину за учење корисницима се даје препоручени сет за учење, на основу тога да ли правилно одговарају на питања или не. Више пута се понављају питања на која је дат погрешан одговор. Корисник може видети свој напредак у учењу током времена на контролној табли. Овај начин рада не понавља иста питања изнова и изнова једно за другим, већ понавља погрешно одговорена питања у временским интервалима. Фокус је на дугорочном а не на краткорочном памћењу.
Слово по слово
У овом начину рада појам се чита гласно и корисник га мора правилно написати. За сваки тачан одговор корисник као награду добија видео снимак камиона који скаче, вози и окреће се у ваздуху.
Спојнице
У овом начину учења корисник добија мрежу измешаних појмова. Корисник превлачи појмове до дефиниција изнад, циљ је да се мрежа очисти у што краћем року. Микро спојница је слична игра повезивања, али за мобилне уређаје и уређаје са малим екранима. Корисник може да користи микро спојницу и на уређајима са великим екраном, али у том случају мора да измени подешавања. Спојница се пре звала „Расејани појмови”, игрица је остала иста иако је променила име.
Уживо
У овом начину рада корисник Квизлета који поседује налог за професоре дели разред на тимове. Тимова може бити колико год то професор жели. Професор бира да ли ће игра започети појмом или дефиницијом. Тимови бирају тачне дефиниције или појмове и тако добијају поене. Тим са више поена побеђује. Професор може да одлучи да измени тимове, формирају се нови тимови насумичним избором ученика из разреда. Да би игра функционисала потребно је изабрати скуп појмова и затим прилагодити појмове тако да одговарају жељеној игри.
Квизлет дозвољава да се користе флеш картице других корисника, да се по потреби картице мењају и да се користе туђе дефиниције.